# پلوتا
پلوتا (انگلیسی: Plota) یک شهرک در بخش پروخوروفسکی استان بلگورود کشور روسیه است.